# Курятмас
Курятмас — река в России, протекает в Ермекеевском районе Башкортостана. Правый приток реки Ря.
Длина реки 10 км, площадь водосборного бассейна 34 км². Протекает по Бугульминско-Белебеевской возвышенности в границах Ермекеевского сельсовета. Исток в 4 км к северу от села Семёно-Макарово. В верховьях течёт на юго-восток, затем устремляется на юго-юго-запад через упомянутое село. Впадает в Ря в 27 км от её устья по правому берегу, в 3 км выше (восточнее) села Нижнеулу-Елга.
Основной приток — Сухой Курятмас, впадает в низовьях слева (ранее в нижнем течении тёк параллельно Курятмасу и впадал в Ря отдельно чуть выше по реке).
Ранее на берегах реки существовала деревня Курятмас — ныне является частью села Семёно-Макарово (других населённых пунктов в бассейне реки нет). У села реку пересекает автодорога Белебей — Ермекеево.

## Данные водного реестра
По данным государственного водного реестра России относится к Камскому бассейновому округу, водохозяйственный участок реки — Ик от истока и до устья, речной подбассейн реки — бассейны притоков Камы до впадения Белой. Речной бассейн реки — Кама.
Код водного объекта в государственном водном реестре — 10010101312111100027889.